# Гучков Єфим Федорович
Єфим Гучков (рос. Ефим Фёдорович Гучков; 1805 — 29 вересня 1859) — підприємець Російської імперії, купець 1-ї гільдії, міський голова Москви у 1858—1859 роках.

## Життєпис
Походив із московського купецького роду Гучкових, що були старообрядцями. Син Федора Олексійович Гучкова, власника фабрики з виробництва шалей у французькому та турецькому техніках. Народився 1805 року в Москві. Під час франко-російської війни 1812 року виїхав з міста разом з родиною. Здобув поверхневу освіту, але в подальшому активно займався самоосвітою за рахунок читання наукової та художньої літератури, вивчив французьку й німецьку мови
У 1825 році разом з братом Іваном отримав від батька управління фабрикою. Згодом брати розійшлися і вели свої справи окремо друг від друга. У 1830 році став піклувальником московських холерних лікарень. Єфим Гучков брав активну участь у створенні лікарень та шкіл для дітей, чиї батьки померли від холери у Москві.
В цей же час взявся за розвиток власного виробництва. Для цього він їздив за кордон, де закупив на 300 тис. рублів прядильних та чесальних машин, організувавши у Москві вовнопрядильню. Спочатку його фабриці використовувалася англійська вовну, але потім придумана технологія з російської вовни. У 1839 році якість продукції його фабрики було підтверджено дозволом ставити на неї герб Російської імперії. У 1840-х роках з його ініціативи на Кузнецькому мосту було відкрито «Магазин російських виробів». Крім того, товари виробництва Єфима Гучкова брали участь у Всеросійських мануфактурних виставках. На початку 1840-х років на його фабриці було створено школу для хлопчиків. Невдовзі Гучков влаштував камвольно-прядильну фабрику.
Був експертом з боку російських фабрикантів на першій Всесвітній виставці, що проходила в лондонському Гайд-парку з 1 травня по 15 жовтня 1851 року. 1852 року його було обрано членом Ради Московської практичної комерційної академії. 1854 року частина камвольно-прядильної фабрики згоріла, а відновити її за життя Єфим Гучков не встигли. Того ж року його батька було вислано з Москви за відмову залишити старообрядство. Сам Єфим з метою збереження статусу й статків вимушен був перейти до єдиновірування — спрямування в старообрядстві, де при збереженні служби визнавалася влада Московського патріархату.
1858 року обирається міською головою Москви. Помер під час каденції 1859 року.